# Tomasz Nowotniak
Tomasz Nowotniak, pseudonim Dragon (ur. 26 czerwca 1977 w Sokołowie Podlaskim) – polski strongman.
Wicemistrz Europy Strongman 2004.

## Życiorys

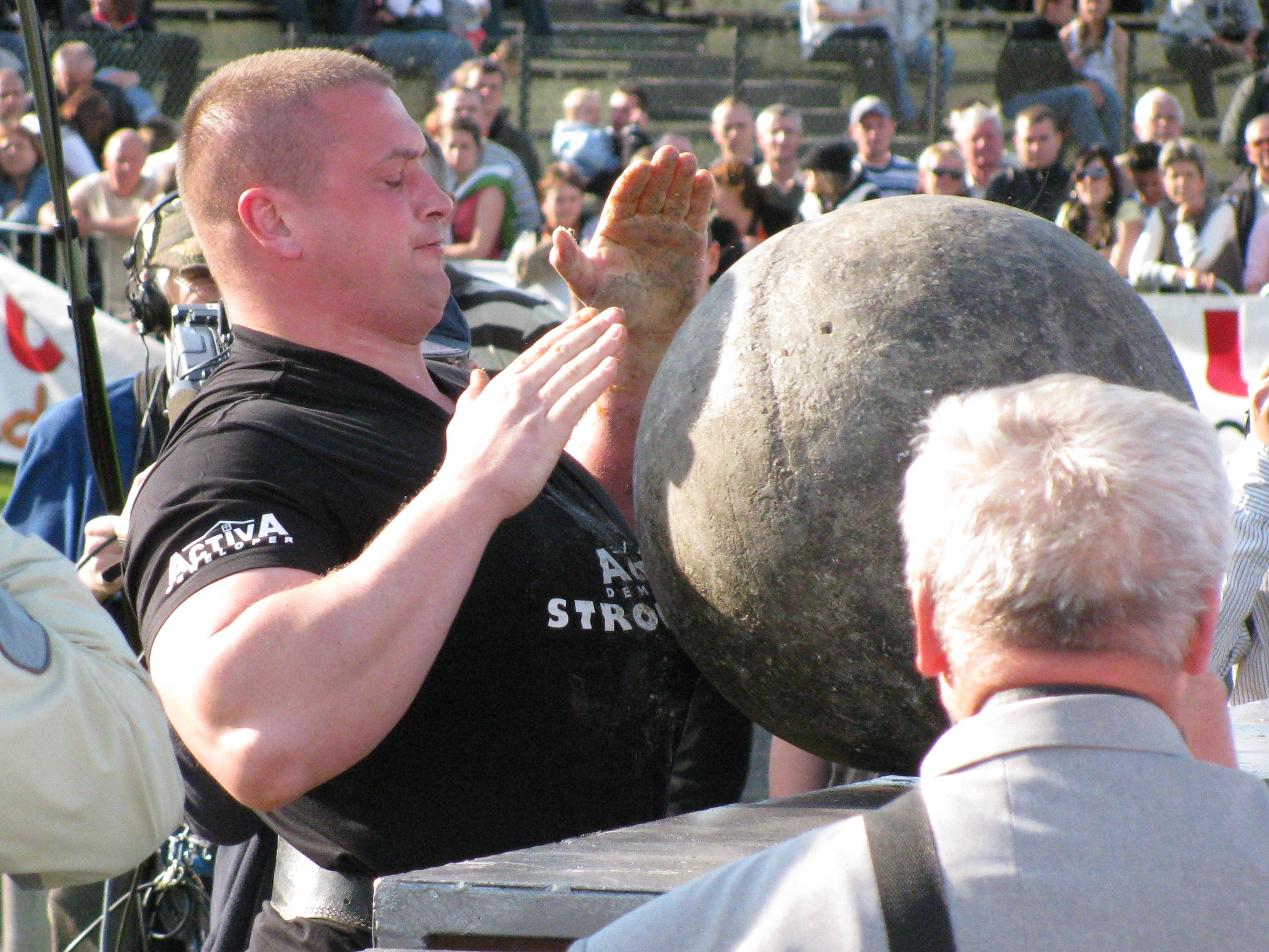
Tomasz Nowotniak w Kulach, 2009

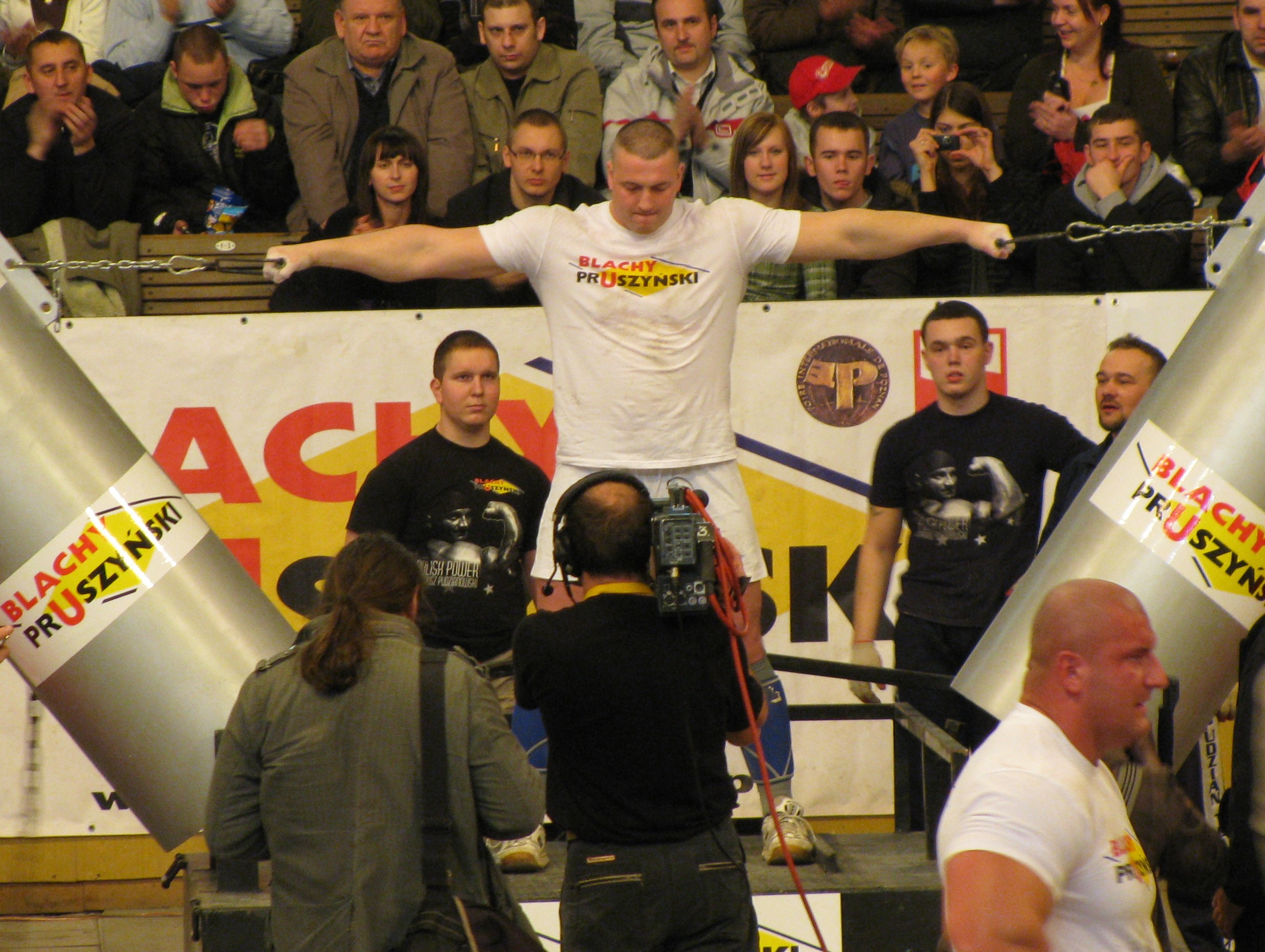
Tomasz Nowotniak w Uchwycie Herkulesa podczas Piątego Pojedynku Gigantów, Łódź, 2009

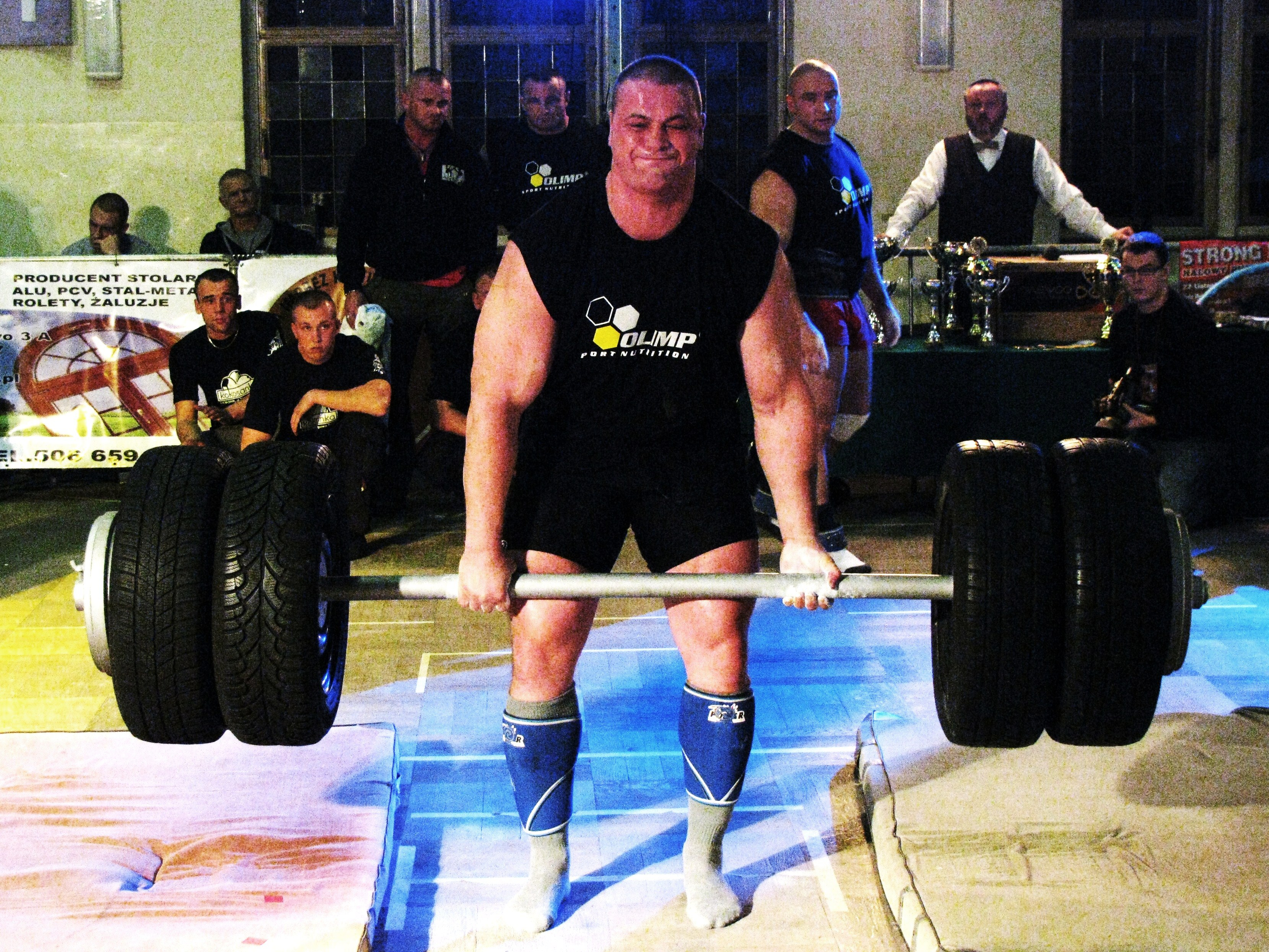
Tomasz Nowotniak w Martwym ciągu, 2009

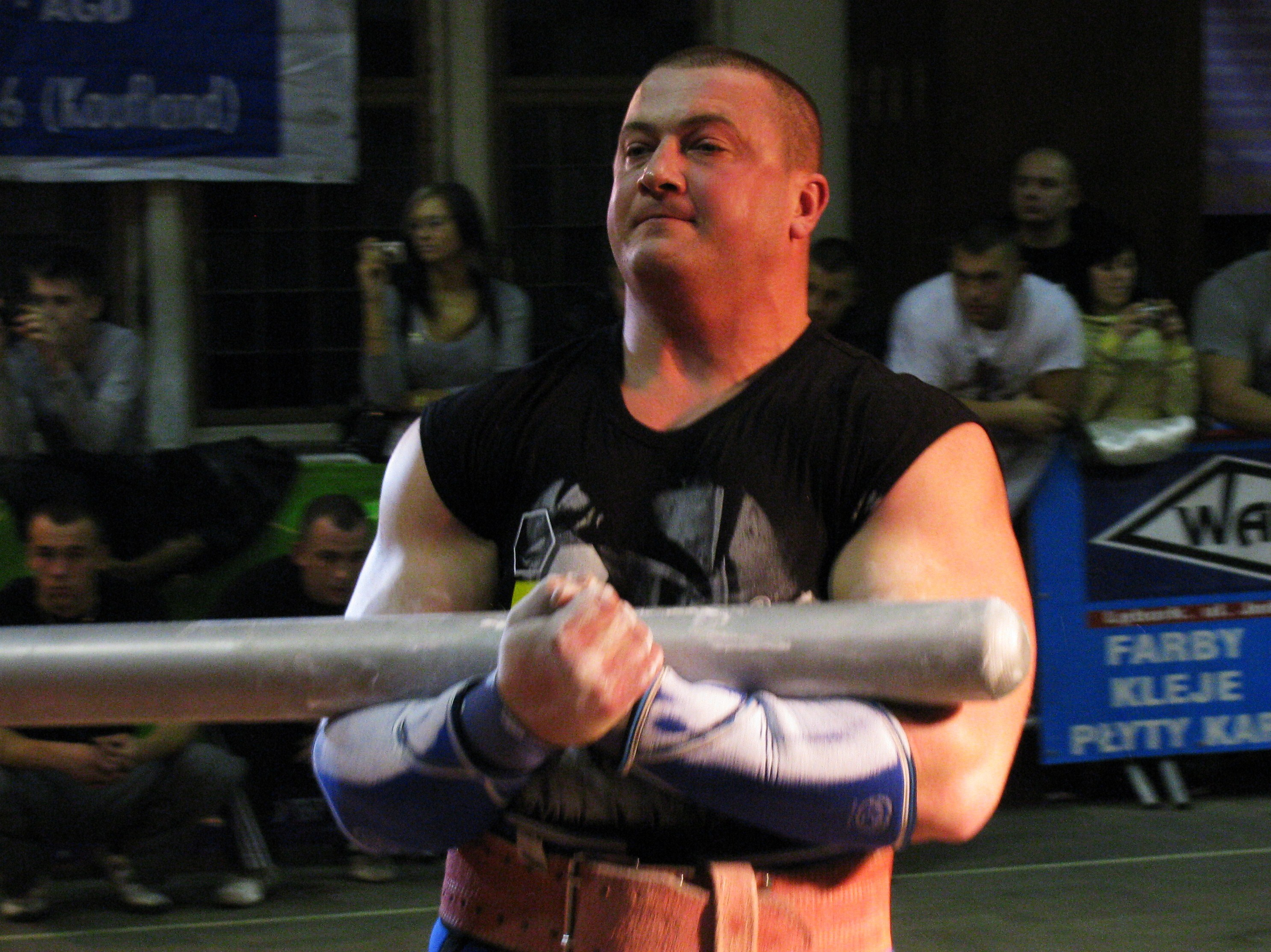
Tomasz Nowotniak w Zegarze, 2009

Tomasz Nowotniak zadebiutował jako siłacz w 2001 r. Po indywidualnych Mistrzostwach Europy Strongman 2004 doznał poważnych obrażeń wskutek wypadku samochodowego, w wyniku którego dobrze rozpoczynająca się kariera siłacza została zatrzymana. Uczestniczył w Pucharze Polski Strongman 2007. Wziął udział w Mistrzostwach Polski Strongman 2007, jednak nie zakwalifikował się do finału.
Jest absolwentem Akademii Wychowania Fizycznego. Pracuje jako nauczyciel wychowania fizycznego w XXXIX Liceum Ogólnokształcącym im. Lotnictwa Polskiego w Warszawie.
Mieszka w Sokołowie Podlaskim.
Wymiary:
- wzrost 193 cm
- waga 132 - 141 kg
- biceps 54 cm
- udo 76 cm
- klatka piersiowa 138 cm

Rekordy życiowe:
- przysiad 330 kg
- wyciskanie 260 kg
- martwy ciąg ? kg

## Osiągnięcia strongman
- 2000
  - Najsilniejszy Polak w konkursie Lata z Radiem
- 2002
  - 6. miejsce - Finał Pucharu Polski Strongman 2002, Ostrów Wielkopolski
  - 3. miejsce - Mistrzostwa Polski Strongman 2002
- 2003
  - 4. miejsce - Finał Pucharu Polski Strongman 2003, Piła
  - 4. miejsce - Grand Prix Litwy Strongman
- 2004
  - 2. miejsce - Pierwsze zawody Polska kontra Ukraina, Kijów
  - 3. miejsce - Finał Pucharu Polski Strongman 2004, Szczecin
  - 2. miejsce - Mistrzostwa Europy Strongman 2004, Jelenia Góra
- 2006
  - 7. miejsce - Mistrzostwa Polski Strongman 2006, Września
- 2008
  - 8. miejsce - Mistrzostwa Europy Strongman 2008, Szczecinek
  - 7. miejsce - Finał Pucharu Polski Strongman 2008, Kołobrzeg
  - 4. miejsce - Mistrzostwa Polski Strongman 2008, Częstochowa
- 2009
  - 7. miejsce - Piąty Pojedynek Gigantów, Łódź
  - 2. miejsce - Finał Pucharu Polski Strongman Harlem 2009, Kielce
  - 6. miejsce - Halowy Puchar Polski Strongman 2009, Lębork
- 2010
  - 6. miejsce - Drużynowe Mistrzostwa Krajów Bałtyckich Strongman, Birsztany[3]